# Acanthocalyx delavayi
Acanthocalyx delavayi es una especie perteneciente a la familia Caprifoliaceae.

## Descripción
Es una planta pequeña y perenne que crece en terrenos rocosos. Se la encuentra en Yunnan, China. Cada roseta de hojas soporta una inflorescencia en donde aparecen de 10-15 flores brillantes y púrpuras. Los sépalos y las hojas se protegen con espinas.

## Taxonomía
Acanthocalyx delavayi fue descrita por (Franch.) M.J.Cannon y publicado en Annales des Sciences Naturelles; Botanique, série 12 12 1984.